# 白俄罗斯记者协会
白俄罗斯记者协会（简称BAJ）是白俄罗斯的一家非政府组织，旨在确保言论自由及接收、传播信息的权利，并促进新闻业的专业化和标准化。
BAJ成立于1995年，是国际记者联盟、欧洲记者联盟的成员，BAJ也是无国界记者的合作伙伴。
2003年，BAJ获得世界报业协会的自由新闻金笔奖，2004年获得欧洲议会的萨哈罗夫奖。2011年获得大西洋理事会的大西洋理事会自由奖。
从1998年开始，BAJ长期致力于监视侵犯言论自由和媒体自由的行为。